# Discografia lui Nae Leonard

Tenorul Nicolae Leonard.

Discografia tenorului Nae Leonard cuprinde numeroase apariții (discuri de ebonită, viniluri) care includ înregistrări realizate în perioada 1915-1928 în București.
Discurile sale au fost înregistrate la casele de discuri Gramophone Concert Record, Perfection Concert Record, Edison Bell și Columbia.

## Discuri Gramophone Concert Record
| An   | Număr de catalog | Piese                                             | Compozitor   | Textier      | Acompaniament | Note                     |
| ---- | ---------------- | ------------------------------------------------- | ------------ | ------------ | ------------- | ------------------------ |
| 1908 | G.C. 6-12073     | Cu bucurie am ascultat - Din „Farmecul unui Vals” | Oscar Straus | Oscar Straus | orchestră     | înregistrat la București |

## Discuri Edison Bell
| An   | Număr de catalog | Piese                                      | Compozitor  | Textier        | Acompaniament   | Note                     |
| ---- | ---------------- | ------------------------------------------ | ----------- | -------------- | --------------- | ------------------------ |
| 1926 | R1183            | Zii țigane - Din Opereta „Contesa Maritza” | Kalman Lipi | Al. M. D’ Arly | orchestra Moțoi | înregistrat la București |

## Discuri Columbia
| An   | Număr de catalog | Piese                                                                                        | Compozitor                               | Textier                                | Acompaniament           | Note                 |
| ---- | ---------------- | -------------------------------------------------------------------------------------------- | ---------------------------------------- | -------------------------------------- | ----------------------- | -------------------- |
| 1927 | D 8538           | Zi țigane - Din Opereta „Contesa Maritza” Marșul huzarilor - Din Opereta „Prințesa circului” | Kalman Lipi —                            | Al. M. D’ Arly —                       | orchestra Petrică Moțoi | înregistrat la Viena |
| 1927 | D 8539           | Cântecul țigaretei Dulci surori                                                              | Opereta Orloff Opereta „Contesa Maritza” | Al. M. D’ Arly D'Ayol                  | orchestra Petrică Moțoi | înregistrat la Viena |
| 1927 | D 8540           | Sunt un biet clown - Din Opereta „Prințesa circului” Opereta “Frasquitta”                    | Opereta „Prințesa circului” —            | Opereta „Prințesa circului” —          | orchestra Petrică Moțoi | înregistrat la Viena |
| 1928 | D 15703          | Creola Aria balalaica din Orloff                                                             | Ripp Granichstatten                      | Ion Pribeagu Calfoglu                  | orchestra Petrică Moțoi | înregistrat la Viena |
| 1928 | D 15725          | N-am să te uit Lizzy - Arie din Prințesa Circului                                            | Zerkovitz Bela Kalman Lipi               | Ion Pribeagu Gronner                   | orchestra Petrică Moțoi | înregistrat la Viena |
| 1928 | D 15726          | Zâna mea cu bucle blonde My darling - Din Opereta „Prințesa circului”                        | Lajthai Lajos Kalman Lipi                | Ion Pribeagu Gronner                   | orchestra Petrică Moțoi | înregistrat la Viena |
| 1928 | D 15727          | Bananele Cum o să te uit                                                                     | Fred Markush Kalman Lipi & Fuchs Lipi    | Ion Pribeagu                           | orchestra Petrică Moțoi | înregistrat la Viena |
| 1928 | D 15728          | Te urăsc că ești frumoasă Viena mea - Din Opereta „Contesa Maritza”                          | Mihael Eisemann Kalman Lipi              | Ion Pribeagu Paul Gusty                | orchestra Petrică Moțoi | înregistrat la Viena |
| 1928 | D 15729          | La ora șapte Haidem la Varasdin                                                              | Lajthai Lajos Opereta „Contesa Maritza”  | Ion Pribeagu Opereta „Contesa Maritza” | orchestra Petrică Moțoi | înregistrat la Viena |
| 1928 | D 15730          | Dragoste de student - În Heidelberg iubit-am prima oară Puica de la București                | Al. M. D’ Arly Salver Bela               | Al. M. D’ Arly Ion Pribeagu            | orchestra Petrică Moțoi | înregistrat la Viena |
| 194x | DR 1005          | Zi țigane - Din Opereta „Contesa Maritza” Surioara - Din Opereta „Contesa Maritza”           | Kalman Lipi                              | Al. M. D’ Arly D'Ayol                  | orchestra Petrică Moțoi | înregistrat la Viena |